# Helicascus
Helicascus is een geslacht van schimmels behorend tot de familie Morosphaeriaceae. De typesoort is Helicascus kanaloanus.

## Soorten
Volgens Index Fungorum telt het geslacht vier soorten (peildatum april 2022):
| Soortnaam             | Auteur(s)                                | Publicatiejaar |
| --------------------- | ---------------------------------------- | -------------- |
| Helicascus alatus     | M. Zeng, S.K. Huang, Q. Zhao & K.D. Hyde | 2018           |
| Helicascus kanaloanus | Kohlm.                                   | 1969           |
| Helicascus mangrovei  | Preedanon, Suetrong & Sakay.             | 2017           |
| Helicascus nypae      | K.D. Hyde                                | 1991           |